# Верхоторська сільська рада
Верхото́рська сільська рада (рос. Верхоторский сельский совет) — муніципальне утворення у складі Ішимбайського району Башкортостану, Росія. Адміністративний центр — село Верхотор.

## Населення
Населення — 933 особи (2019, 1092 в 2010, 982 в 2002).

## Склад
До складу поселення входять такі населені пункти:
| Населений пункт      | Населення, осіб (2002) | Населення, осіб (2010) |
| -------------------- | ---------------------- | ---------------------- |
| Верхотор, село       | 756                    | 818                    |
| Кузнецовський, хутір | 96                     | 98                     |
| Ромадановка, село    | 130                    | 176                    |